# Jonathan Israel
Jonathan Irvine Israel, né le 26 janvier 1946 à Londres, est professeur d'histoire moderne de l'Europe à la School of Historical Studies de l'Institute for Advanced Study à Princeton (New Jersey) et spécialiste de l'histoire des Pays-Bas.

## Histoire de la philosophie
Jonathan Israel distingue dans la pensée des Lumières deux courants, l'un radical, l'autre modéré. Dans le premier courant, Israel cite le philosophe hollandais Baruch Spinoza comme le penseur le plus radical des Lumières. Il a développé ce point de vue dans l'ouvrage Les Lumières radicales - La philosophie, Spinoza et la naissance de la modernité (1650-1750), et pour lui, rien de neuf n’apparaît dans les idées philosophiques après 1750. Dans son analyse, les conceptions de Baruch Spinoza ont créé une onde de choc, dans toute l'Europe, sur les idées philosophiques, en affirmant la primauté de la raison pour analyser les faits sociaux, politiques et naturels. Face à cette approche radicale, des philosophes tels que John Locke, Voltaire ou Montesquieu s'efforcent d'être plus modérés, cherchant à concilier les idées des Lumières aux régimes monarchistes. Pour Jonathan Israel, le courant spinoziste ou radical, antireligieux, antimonarchique et anti-aristocratique, a secoué l'édifice intellectuel sur lequel s'appuyaient les régimes et a eu, à ce titre, un rôle moteur dans la dynamique d'évolution des idées. Il a inspiré le radicalisme politique révolutionnaire,,.
Dans son ouvrage Idées Révolutionnaires, publié en français en 2019, il s'intéresse non plus à la période des Lumières, traversée par cette évolution des idées philosophiques, mais à la période de la Révolution elle-même. Il distingue cette fois, dans l'effervescence révolutionnaire, les idées radicales des Lumières, issues en particulier du courant spinoziste, les idées plus modérées défendues antérieurement à la Révolution par d'autres philosophes, et la mouvance populiste autoritaire qui émerge durant les événements. Cette dernière mouvance est incarnée par exemple par Robespierre ou Saint-Just. Elle se réclame du peuple, impose la Terreur et, selon l'auteur, corrompt les principes mêmes des droits de l’Homme,.

## Publications
- Les lumières radicales, la philosophie, Spinoza et la naissance de la modernité (1650-1750), Éditions Amsterdam, Paris, 2005
- Une révolution des esprits. Les Lumières radicales et les origines intellectuelles de la démocratie moderne, Éditions Agone, 2017
- Idées révolutionnaires, Buchet/Chastel, Alma, Editions rue d'Ulm, 2019, traduction en français de Revolutionary Ideas, publié par Princeton University Press, 2014.

## Distinctions
- Chevalier de l'ordre du Lion néerlandais